# Cabildo insular
El cabildo insular (en català: capítol insular) és una entitat administrativa d'Espanya, exclusiva de Canàries. Són equivalents a les diputacions provincials. Són òrgans d'àmbit insular en les illes de Tenerife, la Palma, la Gomera, el Hierro, Lanzarote, Gran Canària i Fuerteventura. La Graciosa no posseïx cabildo propi, quedant sota la tutela del de Lanzarote. Tenen certa semblança amb els Consells Insulars de Balears. Els seus membres són elegits per sufragi universal directe dels ciutadans espanyols de cada illa. El cap de la llista més votada es converteix automàticament en president del Cabildo, encara que pot canviar mitjançant una moció de censura posterior.
Els cabildos van ser creats per la Llei de Cabildos de l'any 1912. Durant la dictadura de Franco els membres eren escollits a dit, encara que van conservar-ne les funcions d'administració insular. Una vegada restaurada la democràcia van assumir competències intermèdies entre les de les diputacions provincials i les comunitats autònomes, en matèries com sanitat, medi ambient, cultura, esports, indústria, carreteres, autopistes, camins, aigua potables i de reg, gestió de llicències de caça i pesca, museus, platges, transport públic o ordenació territorial. Poden gravar a la seva elecció certs impostos indirectes sobre els combustibles. Tots els cabildos s'agrupen en la Federació de Cabildos Insulars (FECAI).

## Competències
Segons l'article 43 de la llei de Règim Jurídic de les Administracions Públiques de Canàries, són competències exclusives del Cabildo: 
- La coordinació dels serveis municipals de l'illa per a garantir-ne la prestació integral i adequada en la totalitat del territori insular, suplint els Ajuntaments quan la insuficiència dels seus recursos impedeixin la prestació dels serveis municipals obligatoris o les funcions públiques establertes en la LBRL.
- L'assistència i la cooperació jurídica, econòmica i tècnica als municipis, especialment als de menor capacitat econòmica i de gestió.
- La prestació de serveis públics supramunicipals.
- Aprovar els Plans Insulars d'Obres i Serveis elaborats en col·laboració amb els Ajuntaments de cada illa. A tal fi, els ajuntaments faran les propostes d'obres que afectin el seu terme municipal, que no podran ser modificades pel Cabildo respectiu, excepte per causes justificades i prèvia audiència de l'Ajuntament afectat.
- El foment i administració dels interessos peculiars de l'illa.

La Llei 14/1990, de 26 de juliol, de Règim Jurídic de les Administracions Públiques de Canàries, transfereix als cabildos les competències següents: 
- Les demarcacions territorials, alteració de termes i denominació dels municipis, previ dictamen del Consell Consultiu de Canàries.
- Funcions pròpies de les Agències d'Extensió Agrària.
- Granges experimentals.
- Serveis forestals, vies pecuàries i pastures.
- Aqüicultura i cultius marins.
- Protecció del medi ambient.
- Gestió i conservació d'espais naturals protegits, en el marc de l'establert en la legislació autonòmica vigent.
- Caça.
- Infraestructura rural de caràcter insular.
- Subrogació en les competències municipals sobre el planejament urbanístic, de conformitat a l'establert en la legislació sectorial vigent.
- Carreteres, excepte les que es declarin d'interès regional, en el marc del que disposi la legislació sectorial autonòmica. En les carreteres d'interès regional, l'explotació, ús i defensa i règim sancionador.
- La gestió de ports de refugi i esportius, tret que es declarin d'interès regional.
- Obres hidràuliques que no siguin d'interès regional o general, conservació i policia d'obres hidràuliques i administració insular d'aigües terrestres en els termes que estableixi la legislació sectorial autonòmica.
- Transports per carretera i per cable. Ferrocarrils, en el marc dels quals disposi la normativa sectorial autonòmica.
- Fires i mercats insulars.
- Policia d'espectacles.
- Promoció i policia del turisme insular, excepte les potestats d'inspecció i sanció.
- Activitats molestes, insalubres, nocives i perilloses.
- Policia d'habitatge.
- Conservació i administració del parc públic d'habitatges.
- Administració de les residències d'estudiants establerts en l'illa.
- El foment de la cultura, esports, ocupació, oci i esplai en l'àmbit insular.
- La conservació i administració del patrimoni històric-artístic insular.
- Museus, biblioteques i arxius que no es reservi per a si la Comunitat Autònoma.
- Foment de l'artesania.
- Assistència social i serveis socials.
- Defensa del consumidor.
- Campanyes de sanejament zoosanitari.

## Organització interna
El Cabildo es compon dels òrgans següents: 
- Presidència
- Ple
- Consell de Govern
- Comissions Informatives
- Junta de Portaveus